# Ardin
Ardin – miejscowość i gmina we Francji, w regionie Nowa Akwitania, w departamencie Deux-Sèvres.
Według danych na rok 1990 gminę zamieszkiwało 1048 osób, a gęstość zaludnienia wynosiła 35 osób/km² (wśród 1467 gmin regionu Poitou-Charentes Ardin plasuje się na 288. miejscu pod względem liczby ludności, natomiast pod względem powierzchni na miejscu 167.).